# Vincenzo Franco
Vincenzo Franco (ur. 1 czerwca 1917 w Trani, zm. 4 marca 2016 tamże) – włoski duchowny katolicki, biskup diecezjalny Tursi-Lagonegro 1974-1981 i arcybiskup Otranto 1981-1993.

## Życiorys
Święcenia kapłańskie otrzymał 6 lipca 1947.
12 grudnia 1974 papież Paweł VI mianował go biskupem diecezjalnym Tursi-Lagonegro. 26 stycznia 1975 z rąk kardynała Sebastiana Baggio przyjął sakrę biskupią. 27 stycznia 1981 objął obowiązki arcybiskupa Otranto. 8 kwietnia 1993 ze względu na wiek złożył rezygnację z zajmowanej funkcji.
Zmarł 4 marca 2016.